# Polímeros graftizados e reações de graftização
Os polímeros, macromoléculas compostas por unidades repetidas, desempenham um papel vital em diversas áreas da ciência e tecnologia, incluindo materiais, medicina e indústria. Uma classe particularmente interessante de polímeros é a dos polímeros graftizados, que têm a capacidade de combinar as propriedades de diferentes polímeros em uma única estrutura, resultando em uma ampla gama de aplicações. O estudo e desenvolvimento de polímeros graftizados têm uma história rica e progressiva, marcada por avanços significativos que moldaram o campo ao longo dos anos.

## Histórico
O conceito de polímeros graftizados remonta a meados do século XX, quando cientistas começaram a explorar a possibilidade de modificar as propriedades dos polímeros através da introdução de cadeias laterais ou grupos funcionais. Inicialmente, essa abordagem visava melhorar a compatibilidade entre polímeros diferentes, aprimorando a adesão em interfaces poliméricas e a resistência mecânica de blends poliméricos. A combinação de características de dois ou mais polímeros em uma única estrutura trouxe consigo a promessa de materiais com propriedades personalizadas e adaptáveis.
Durante as décadas de 1960 e 1970, a pesquisa em polímeros graftizados ganhou impulso à medida que novas técnicas de polimerização e funcionalização foram desenvolvidas. A polimerização "grafting-onto", que envolve a adição de macromonômeros funcionais diretamente às cadeias poliméricas preexistentes, e a polimerização "grafting-from", que inicia a polimerização a partir de sítios específicos nas cadeias poliméricas, emergiram como abordagens proeminentes. Esses métodos permitiram a síntese controlada de polímeros graftizados com estruturas bem definidas.
À medida que a compreensão da química de polímeros se aprofundava e as técnicas analíticas se tornavam mais sofisticadas, os cientistas conseguiram projetar polímeros graftizados com propriedades altamente específicas, como hidrofobicidade, biocompatibilidade e condutividade elétrica. A aplicação de polímeros graftizados expandiu-se para uma variedade de campos, incluindo a indústria de revestimentos, dispositivos biomédicos, materiais compostos e nanotecnologia.

## Reações de graftização
As reações de graftização são classificadas de acordo com o mecanismo ou como a reação é conduzida. Não raro, o mecanismo com que a polimerização acontece pode coincidir com diferentes maneiras de conduzi-la. É de se observar, ainda, que a classificação de acordo com o mecanismo muitas vezes inclui a forma de iniciar a reação, mais do que o mecanismo em si.
Quanto a forma com que a reação é conduzida, a classificação se dá por três tipos: graftização a partir do polímero-base (do inglês grafting from), em que o esqueleto do polímero passa por uma etapa de “ativação” em alguns pontos ao longo de sua cadeia, e um monômero diferente sofrerá uma nova polimerização para formar um “braço”; graftização pelo polímero-base (do inglês grafting through), em que o polímero-base ainda não está formado, mas que na sua reação de polimerização irá incluir no meio reacional algumas macromoléculas reativas que constituirão os “braços”; graftização no polímero-base (do inglês grafting onto ou grafting to), em que macromoléculas já formadas são adicionadas ao polímero-base já pronto, pela existência prévia de grupos funcionais neste esqueleto . Em muitos casos, é comum também referir-se às macromoléculas adicionadas como “macromonômeros”.

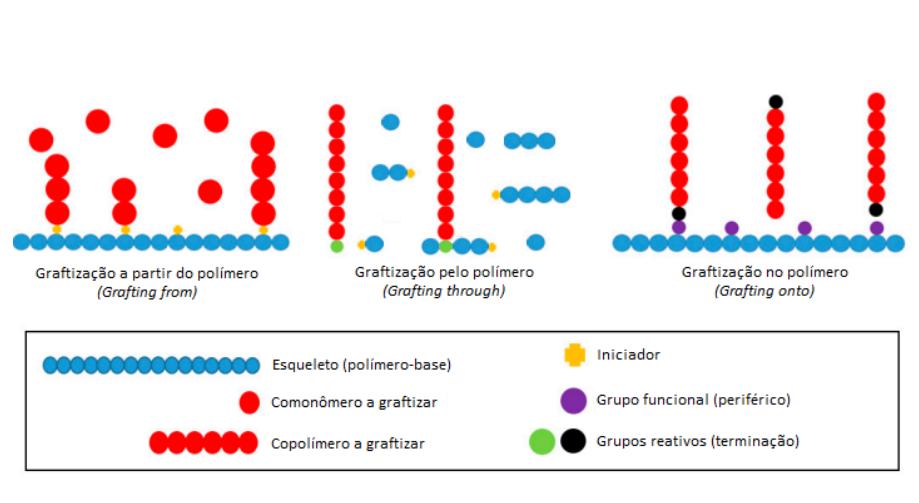
Reações de graftização; imagem adaptada de

### Graftização radicalar
Dentre as técnicas de polimerização aqui descritas, a radicalar livre está entre as mais efetivas, devido a sua versatilidade para trabalhar com diferentes grupos químicos e considerável tolerância à presença de impurezas no meio. 
Nesse tipo de reação, tem-se a formação de radicais livres no meio reacional, que são transferidos aos monômeros a serem adicionados à cadeia principal. O tempo de meia vida desses radicais depende de fatores que estão diretamente ligados à natureza química do sistema em questão (tais como as interações entre monômeros, cadeia principal, iniciador e solvente). Existem diferentes tipos de iniciadores que podem dar origem aos radicais livres:
- Iniciadores térmicos: São os mais utilizados. São estruturas que contêm ligações com baixas energias de dissociação, formando, assim, espécies ativas de maneira rápida e eficiente, graças à presença de ligações lábeis. Dentre os iniciadores térmicos, é possível citar os peróxidos e hidroperóxidos, além dos azocompostos;
- Iniciadores fotoquímicos: Esses iniciadores se tornam ativos por radiação luminosa (UV e luz visível), onde sua estrutura é capaz de absorver a radiação e formar espécies radicalares pela clivagem de ligações lábeis. Esse tipo de iniciação pode ocorrer, também, naturalmente em monômeros (iniciação em massa) que possuam duplas ligações conjugadas em sua estrutura;
- Iniciadores REDOX: Certas espécies metálicas, carregadas positivamente, podem atuar tanto diretamente em um monômero - gerando um radical ativo propagante, quanto interagir com uma segunda espécie que irá propagar o crescimento da cadeia. Como exemplos, tem-se Cr2+, V2+, Ti3+ e Cu+.

A polimerização radicalar livre é responsável pela produção de cerca de 60% dos polímeros graftizados.  Seus principais métodos estão descritos a seguir: 
- FRP (Free Radical Polymerization): É a polimerização radicalar convencional, composta pelas etapas de iniciação (formação dos radicais), propagação (reação dos radicais livres com os monômeros) e terminação (reações de combinação, desproporção ou transferência de cadeia). As reações de graftização, nesse caso, podem ocorrer de duas maneiras: por transferência de cadeia, onde os radicais livres originados no meio reacional reagem com o esqueleto do polímero, ativando “sítios” em sua estrutura; ou pela formação direta de radicais livres ao longo da estrutura do polímero principal, onde os iniciadores geram radicais livres ao reagir com grupos funcionais que se encontram distribuídos ao longo da cadeia polimérica.

- RDRP (Reversible Deactivation Radical Polymerization): Grupo de técnicas de polimerização que apresentam controle sobre o crescimento das moléculas poliméricas ao longo da reação. Os radicais formados são desativados, de forma reversível, graças ao efeito de “agentes controladores” (catalisadores) adicionados meio, que desativam temporariamente o radical - o radical formado se propaga por determinado tempo, até que volta a interagir com o catalisador e fica inativo. Os tipos de reação mais comum para este caso são: ATRP (Polimerizações Radicalares por Transferência de Átomo), NMP (Polimerizações Mediadas por Nitróxidos) e RAFT (Transferência de Cadeia através do processo de Adição-Fragmentação Reversível);
- REX (Reactive Extrusion): Conjunto de técnicas capazes de produzir e/ou modificar polímeros, conduzidas em fase fundida em extrusoras mono ou dupla rosca. As reações de modificação do polímero podem se dar de duas maneiras: por polimerização radicalar livre, em que espécies capazes de dar origem a radicais livres são adicionadas no meio e criam sítios ativos dentro da cadeia polimérica; ou por inserção de grupos “pendurados” ativos, ou seja, ocorre a copolimerização de monômeros sem grupos funcionais com co-monômeros que possuem um grupo funcional pendente, tornando as reações de graftização mais simples de se concretizarem.

Nas próximas seções, algumas das reações de graftização radicalar livre serão discutidas com maior detalhamento.

### Graftização aniônica e catiônica
Tratando-se de polimerizações iônicas, sua seletividade é dada pela capacidade dos monômeros estabilizarem a espécie iônica formada na etapa de iniciação. 

Assim, no caso das polimerizações aniônicas, o monômero deve possuir um grupo retirador de densidade eletrônica, a fim de conseguir estabilizar o ânion formado (monômero propagante). Já para as polimerizações catiônicas, o monômero precisa ser capaz de estabilizar bem o carbocátion que será formado, ou seja, deve possuir grupos capazes de doar densidade eletrônica.

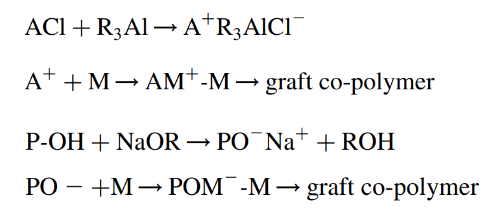
Esquema representativo de graftização catiônica e aniônica

A graftização iônica pode apresentar a etapa de iniciação via meios químicos ou por radiação. 

Para a técnica de iniciação química, é comum encontrar iniciadores como: suspensões metálicas com caráter básico, compostos organometálicos e sódio-naftaleno. Os íons são formados ao longo da cadeia polimérica principal, possibilitando a graftização. 

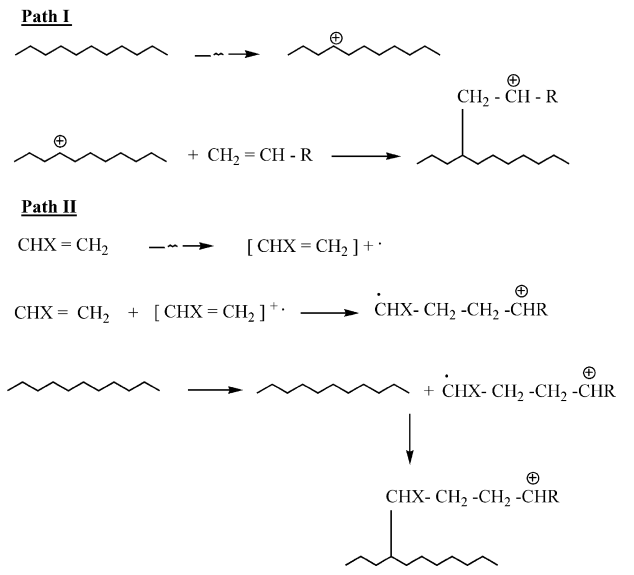
Mecanismos graftização iônica por radiação

Já para a graftização iônica iniciada por radiação, os íons são formados no meio reacional devido à incidência de uma radiação de alta energia; uma vez formados na cadeia polimérica, reagem com os monômeros que formarão o copolímero graftizado. 
Esse tipo de reação possui uma taxa elevada, sendo necessárias apenas pequenas doses de radiação para graftizar o polímero.  Na figura ao lado, está representada uma polimerização catiônica a partir do polímero-base (Path I).
Um caminho alternativo (Path II) também é apresentado: nele, o cátion é gerado no monômero, que forma um dímero na sequência. Esse cátion, localizado no dímero, reagirá com algum radical produzido no polímero a partir do processo da radiação, também levando à graftização.

### Graftização por reações de policondensação
A policondensação é um tipo de polimerização por etapas. 
Reações de polimerização por etapas envolvem a reação entre espécies que apresentem diferentes grupos funcionais, ou seja, os monômeros utilizados devem ter duas ou mais funcionalidades. Através de sucessivos ataques dos grupos nucleofílicos aos grupos eletrofílicos, é formado, então, o polímero (que possuirá um novo grupo funcional). A polimerização por etapas é assim chamada pois o mecanismo de crescimento do polímero ocorre através de sucessivas reações sequenciais entre os diferentes grupos reativos existentes no meio reacional. Todas as moléculas são reativas ao mesmo tempo, havendo a formação de dímeros, trímeros, tetrâmeros, … e assim por diante, até a formação das cadeias poliméricas. Isso porque, estatisticamente, moléculas de menor tamanho tendem a reagir primeiro (apresentam maior probabilidade de colisão efetiva), configurando um aumento lento e proporcional das cadeias ao longo da reação.
Na policondensação, a formação do novo grupo funcional na cadeia polimérica é acompanhada pela liberação de subproduto. Polímeros formados a partir deste método de síntese, comumente, apresentam uma ampla distribuição de peso molecular (polidispersidade). Para a obtenção de altas massas, é imprescindível o balanço estequiométrico dos monômeros utilizados (garantindo que sempre se tenham os grupos funcionais disponíveis para reagir). Apesar disso, essa técnica, quando comparada às demais, apresenta uma ampla variação de estruturas possíveis para os polímeros obtidos. Como resultado, esses polímeros têm contribuído significativamente para o sucesso dos materiais poliméricos e aumentam de maneira considerável o leque de desempenho dos mesmos. 
A síntese de copolímeros graftizados por policondensação pode ocorrer a partir do polímero-base (mais comum), ou no polímero-base: 
- A partir do polímero-base: Neste cenário, um monômero bifuncional A-A reage com outro monômero bifuncional B-B. Um dos monômeros (ou ambos) possui uma terceira funcionalidade C que, ou está protegida, ou não é reativa frente aos grupos A e B. Uma vez que a cadeia polimérica principal é formada, um oligômero, contendo um grupo funcional reativo perante C, é adicionado para formar o grafting. Outra alternativa é adicionar dois monômeros, de funcionalidades C-C e D-D não reativos com A e B, em proporção estequiométrica.

- No polímero base: Esta alternativa consiste em sintetizar primeiro o graft, que é finalizado, em um dos lados, com um monômero bifuncional. Este, então, irá reagir com outro monômero bifuncional, para formar a cadeia principal. Entretanto, ela acaba por ser menos utilizada, devido às baixas conversões (em decorrência do impedimento estérico).

### Graftização por ATRP
ATRP é a sigla em inglês para Polimerizações Radicalares por Transferência de Átomo, e trata-se de um mecanismo de polimerização radicalar com bastante controle e que pode seguir indefinidamente até que seja propositalmente interrompida, o que lhe confere o nome de reação “viva”. Este é um mecanismo também utilizado em polimerizações diretas.
As reações de graftização realizadas com esse mecanismo podem ser tanto do tipo “a partir de” quanto “no” polímero, a depender da estrutura. Elas consistem em partir de um polímero que possa reagir para ficar funcionalizado (ou pode já ter tais funções), e nestas funções ocorrerá a formação de um radical, estabilizado pela presença de um sal complexo de cobre I, por exemplo. O monômero a graftizar é inserido no meio e a reação prossegue conforme a extensão desejada .
O esquema abaixo ilustra a ideia . Nele, P é a cadeia de polímero (neste caso, poliestireno-divinilbenzeno), o qual passa por reações em alguns dos seus anéis benzênicos até formar a estrutura I, que contém um cloro, espalhada em alguns pontos do esqueleto principal do polímero. Esta estrutura, pela ação do sal representado em II na figura, fica em equilíbrio com sua forma de radical, que quando está ativo permite a polimerização de uma molécula como a da estrutura III, que contém uma dupla ligação, que seguirá a reação na mesma lógica que a da estrutura I – ora na forma de cloreto, quando não propaga a reação, ora na forma de radical, que propaga.

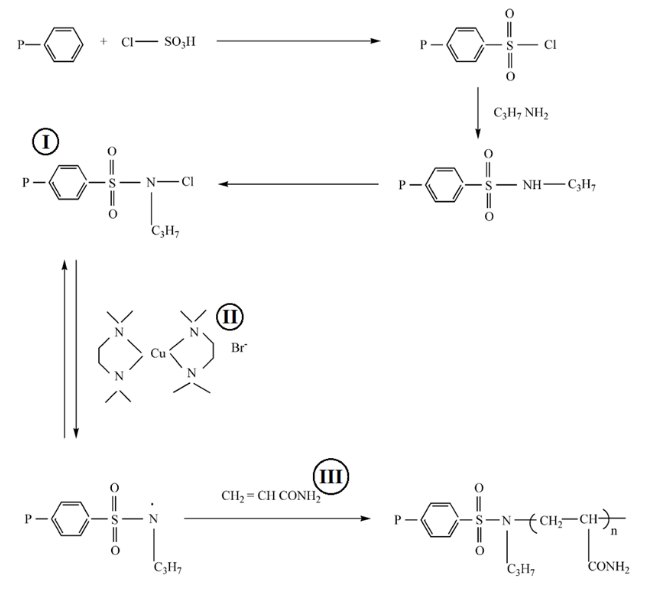
Graftização por ATRP; adaptado de

Como estas reações ocorrem espalhadas ao longo da cadeia principal, o que se tem são cadeias poliméricas de natureza diferente daquela do esqueleto, e, portanto, o produto é um polímero graftizado.

### Graftização induzida por agente “Iniferter”
O termo “iniferter” (do inglês, initiatior-transfer agent-terminator) faz alusão a uma espécie química que age, simultaneamente, como iniciador e agente de transferência, ou como iniciador e agente de terminação .
Assim como a ATRP, trata-se de um mecanismo de polimerização radicalar “viva”. Esse tipo de polimerização foi descoberto em 1982 e, desde então, vem atraindo atenção por sua versatilidade no controle das estruturas das macromoléculas formadas. Isso acontece porque o “agente ‘iniferter’” consegue dar origem a duas espécies radicais (uma ativa e outra inativa), dependendo das condições do meio reacional . O radical ativo inicia o processo de polimerização dos monômeros, enquanto o inativo não é capaz de iniciar uma nova polimerização, mas consegue atuar como agente de terminação. Assim, os polímeros formados são finalizados com esses grupos, que se encontram “dormentes” na cadeia, e trazem consigo a possibilidade de preparação de copolímeros graftizados a partir de uma polimerização por extensão de cadeia . É estabelecido um equilíbrio dinâmico entre espécies ativas e espécies dormentes; esse equilíbrio é o responsável pelo maior controle das estruturas formadas.

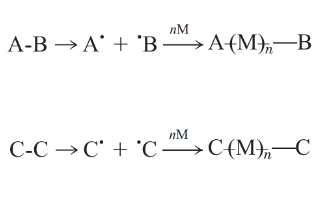
Tipos de agentes "iniferter"

De forma similar aos iniciadores utilizados na polimerização radicalar livre, existem diferentes tipos de “agentes ‘iniferter’”. Eles são divididos a partir da estrutura de suas ligações, podendo ser do tipo A-B ou C-C: 
A˙ é um radical reativo que participa na iniciação e propagação, enquanto B˙ é um radical menos reativo (ou não reativo) que, majoritariamente, entra na terminação do polímero. 
Na outra situação, ambos os C˙ são radicais menos reativos que participam tanto na etapa de iniciação quanto na terminação do polímero.
Os iniciadores do tipo C-C apresentam inúmeras desvantagens quando comparados aos do tipo A-B; eles não são capazes, por exemplo, de controlar a reatividade do radical formado perante os monômeros e as cadeias poliméricas .

### Graftização por abertura de anel
As reações por abertura de anel (ROP) podem ocorrer através de mecanismos catiônicos ou aniônicos, em linha com reações que ocorrem para monômeros lineares, ou podem ocorrer por metátese de olefinas, o que se dá tendo um metal como intermediário da reação (catalisador).
Nos casos catiônico ou aniônico, normalmente a estratégia é realizar a reação com um grupo funcional presente ou criado no polímero-base, caracterizando uma graftização a partir do polímero. Ocorre a formação de um cátion ou ânion através da ação de um iniciador sobre o grupo funcional citado, como por exemplo um grupo -OH (hidroxil), que no caso aniônico forma um alcóxido que poderá atacar anéis de lactamas (amidas cíclicas) ou lactonas (ésteres cíclicos) e propagar a reação. Reações deste tipo com alcenos são menos comuns .
No caso da metátese de olefinas, a abertura de anel ganha o nome especial de ROMP. Neste caso, o mais comum é fazer uma polimerização pelo polímero, ou seja, monômeros que irão formar o esqueleto são reagidos juntamente com macromonômeros que constituirão os grafts. Os catalisadores para esta reação são complexos metálicos contendo rutênio, titânio ou tungstênio, por exemplo, e os macromonômeros adicionados são, em geral, com uma terminação de norborneno, que reage prontamente em reações de metátese .

Uma outra forma de conduzir as reações ROMP é funcionalizar algumas partes do esqueleto, de maneira que possam reagir com com um monômero olefínico cíclico (o que configura uma polimerização a partir do polímero), ou que reajam com macromoléculas, em uma reação no polímero. Como exemplo, é mostrado abaixo a graftização de uma proteína, que passa primeiro pela etapa de derivatização de um grupo -NH2, adicionando a ele um norborneno, e em seguida usando um catalisador de rutênio para complexar este norborneno adicionado e promover a reação de graftização adicionando macromoléculas que também têm a terminação norborneno diretamente no polímero .

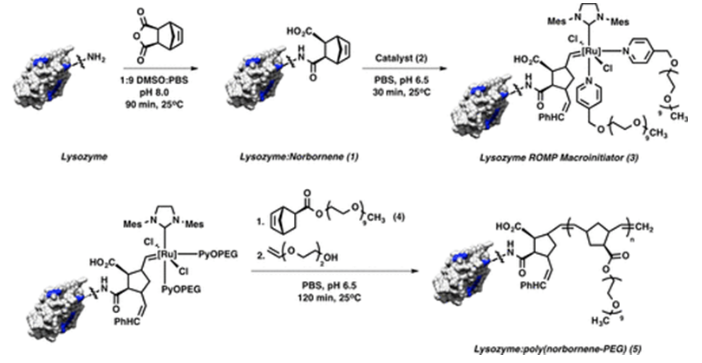
Graftização de proteína; retirado de

### Graftização enzimática
A graftização enzimática tenta aproximar os conceitos da química verde ao contexto da graftização. É uma área mais recente na graftização de polímeros, e consiste na atuação de enzimas (catalisadores biológicos) que sejam capazes de polimerizar, como já reportado na graftização de ε-caprolactona em PMMA , ou sistemas mediados por enzima, mas que ainda usam reagentes químicos, como no caso do uso conjunto de H2O2 e a enzima HRP (horseradish peroxidase) .

### Graftização induzida por radiação
Este é um caso em que radicais ou íons são formados na cadeia polimérica, mas sem o uso de agentes químicos externos. Assim, diferente do processo radicalar convencional, por exemplo, em que se aplica calor para romper a molécula de iniciador, formando radicais que atacarão o polímero e só aí será formado um radical no esqueleto, a graftização induzida por radiação utiliza diretamente radiações de alta energia (raios X ou raios γ, por exemplo) que causarão rompimento de ligações no polímero, sem destruir o esqueleto, e a partir disso os radicais ou íons formados reagirão com monômeros contidos no meio (graftização a partir do polímero) .

### Avanços
Podem ser citados como avanços da área de polímeros graftizados a produção de graftizações em superfície, seja esta superfície de material inorgânico ou um filme de polímero depositado e depois graftizado in situ. Isto permite uma modulação ainda mais precisa do material obtido ao final, o que tem forte aplicação na indústria eletrônica.

## Propriedades dos polímeros graftizados
Um dos principais objetivos para que seja feita a grafitização é para alterar as propriedades mecânicas como resistência à tração, impacto e flexão, solubilidade, aumentando ou diminuindo a solubilidade dependendo da característica a ser procurada, morfologia, biocompatibilidade, biocomunicação, estabilidade térmica, flexibilidade, rigidez e outras propriedades do polímero original, fazendo com que receba atenção para aplicações em diversos campos.    
Copolímeros grafitizados apresentam vários exemplos, como os polímeros de carboidratos (tal qual a amilose) que podem ser modificados adicionando cadeias de ácido láctico em seus grupos OH. Um estudo recente mostrou o interesse de tal copolímero como compatibilizante para melhorar as propriedades de misturas de amido/PLA em uma extensão melhor do que a adição de peróxidos ou agentes de acoplamento (por exemplo, diisocianato) na mistura fundida durante o processamento. Após a purificação da amilose para eliminar o butanol residual e a água, o PLA-enxerto de amilose é obtido pela polimerização por abertura de anel do lactídeo purificado com bis (2-etil-hexanoato) de estanho (II) em tolueno a 100 ° C por 20 h. 
Outro exemplo é quando a grafitização pode ser realizada de tal forma que as propriedades das cadeias laterais possam ser adicionadas às do polímero substrato sem alterar este último. Assim, as fibras de celulose podem ser enxertadas com, por exemplo, poliacrilato de sódio, mantendo ainda a sua natureza fibrosa e a maior parte das suas propriedades mecânicas. Contudo, com outros tipos de enxerto, a natureza cristalina da celulose, por exemplo, pode ser largamente destruída. Isto libera a absorção natural da celulose, bem como adiciona cadeias laterais hidrofílicas, levando a uma absorção de água muito alta. Isto pode ser realizado por um procedimento de descristalização após a grafitização ou, no caso dos produtos grafitizados hidrolisados, pelo próprio processo. 

## Exemplos e aplicações
Copolímeros graftizados são amplamente relatados em artigos, alguns exemplos de tópicos abordados são apresentados:
- GOMAS GRAFTIZADAS: São utilizadas gomas naturais derivadas de sementes, tubérculos ou algas marinhas para graftização de ramificações de polímeros em polímeros naturais, para facilitar o transporte de fármacos; [16]

- BIOFIBRAS: graftização de biofibras para melhorar o desempenho de biocompósitos; [17]

- GRAFTIZAÇÃO EM CELULOSE; [18]

- NANOCRISTAIS DE CELULOSE: Derivados de fontes biológicas renováveis que exibem alta cristalinidade e rigidez, para atuar como agentes antimicrobianos; [19]

- Graftização em quitina/quitosana; [20]

- Adsorção de íons metálicos; [21]

- Ciência da separação de membranas, polímeros condutores e hidrogéis. [22]

No campo médico:
- Aplicação de copolímeros graftizados para dispositivos tubulares, como cateteres e cistoscópio utilizados em orifícios corporais [23] para exames e cirurgias;

- Em aplicações odontológicas para equipamentos mais resistentes à flexão e à compressão e também pela liberação de flúor e compatibilidade térmica. [24]

Na área industrial:
- Uso da quitosana graftizada para remoção de agentes tóxicos em água; [25]

- Industria têxtil: Utilização de copolímeros graftizados com quitosana para a remoção de corantes; [26]

- Indústria têxtil: Copolímeros graftizados para melhorar a liberação de sujeira e conforto do tecido [27][28], absorção de umidade e resistência a abrasão; [29]

- Indústria do plástico: Graftização com insumos biodegradáveis, como amido e látex de borracha natural para a fabricação de plástico degradável e renovável. [30]